# Santa Claus vs. Cupid
Santa Claus vs. Cupid er en amerikansk stumfilm fra 1915 af Willard Louis.

## Medvirkende
- Raymond McKee som Dick Norwood.
- Billy Casey som Edward Beck.
- Guido Colucci som Binks Mulligan.
- Edith Wright som Mrs. Mulligan.
- Mabel Dwight som Mrs. Norwood.